# Trofeo Andratx-Mirador d'Es Colomer 2015
La 23e édition du Trofeo Andratx-Mirador d'Es Colomer a eu lieu le 30 janvier 2015. La course fait partie du calendrier UCI Europe Tour 2015 en catégorie 1.1.
Elle a été remportée par le Britannique Steve Cummings (MTN-Qhubeka) qui s'impose devant l'Espagnol Alejandro Valverde (Movistar), qui termine dans le même temps, et l'Italien Davide Formolo (Cannondale-Garmin), relégué à six secondes du vainqueur.
Le Portugais José Gonçalves (Caja Rural-Seguros RGA) remporte les classements de la montagne et des sprints spéciaux, le Néerlandais Dylan van Baarle (Cannondale-Garmin) celui des Metas Volantes et le Sud-Africain Johann van Zyl (MTN-Qhubeka) pour celui du combiné. L'Espagnol Ruben Sánchez (Équipe nationale d'Espagne) termine meilleur coureur baléare et la formation espagnole Movistar gagne le classement par équipes.

## Présentation

### Parcours

Parcours de la course
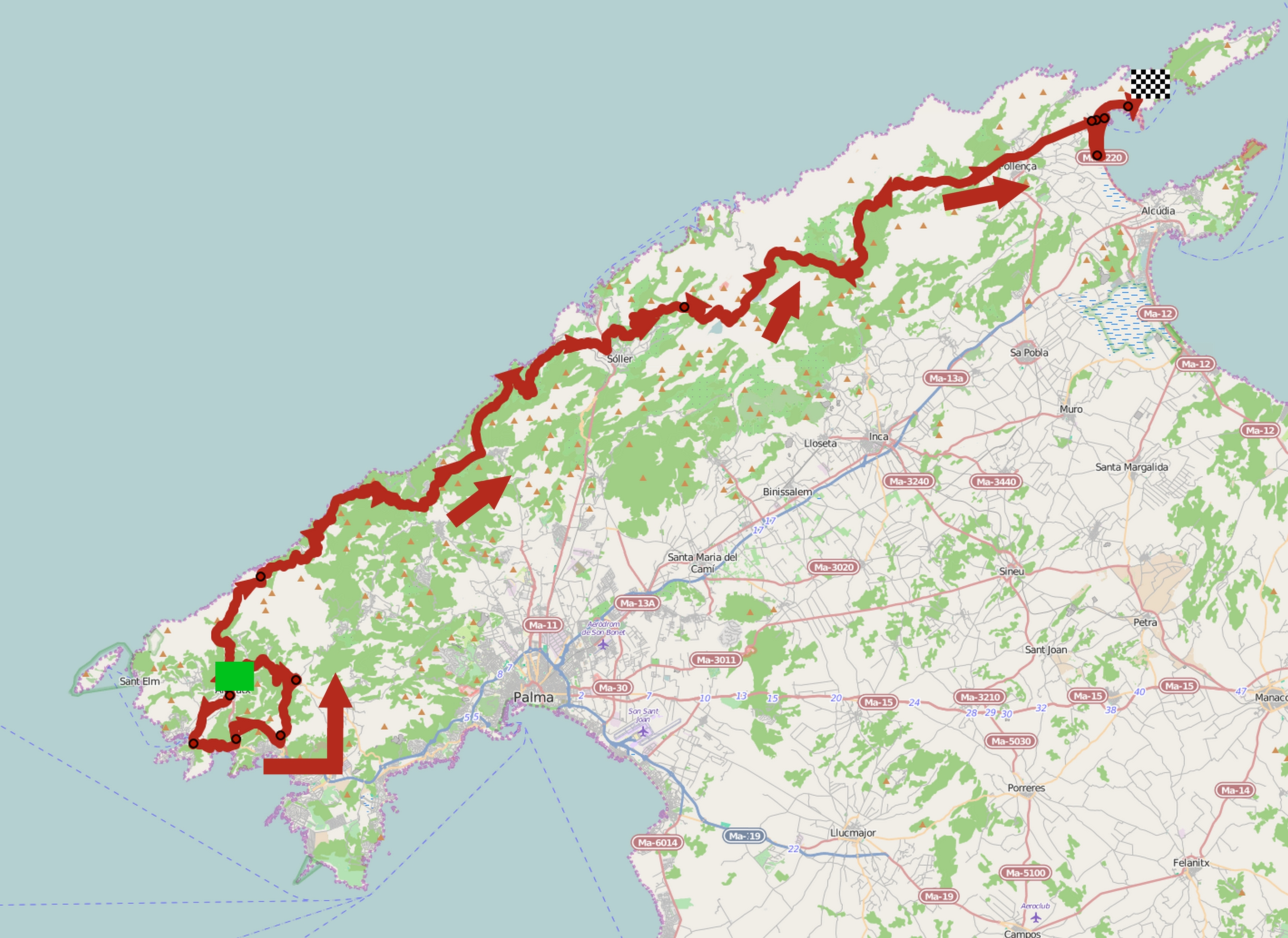
Trofeo Andratx-Mirador d'Es Colomer.
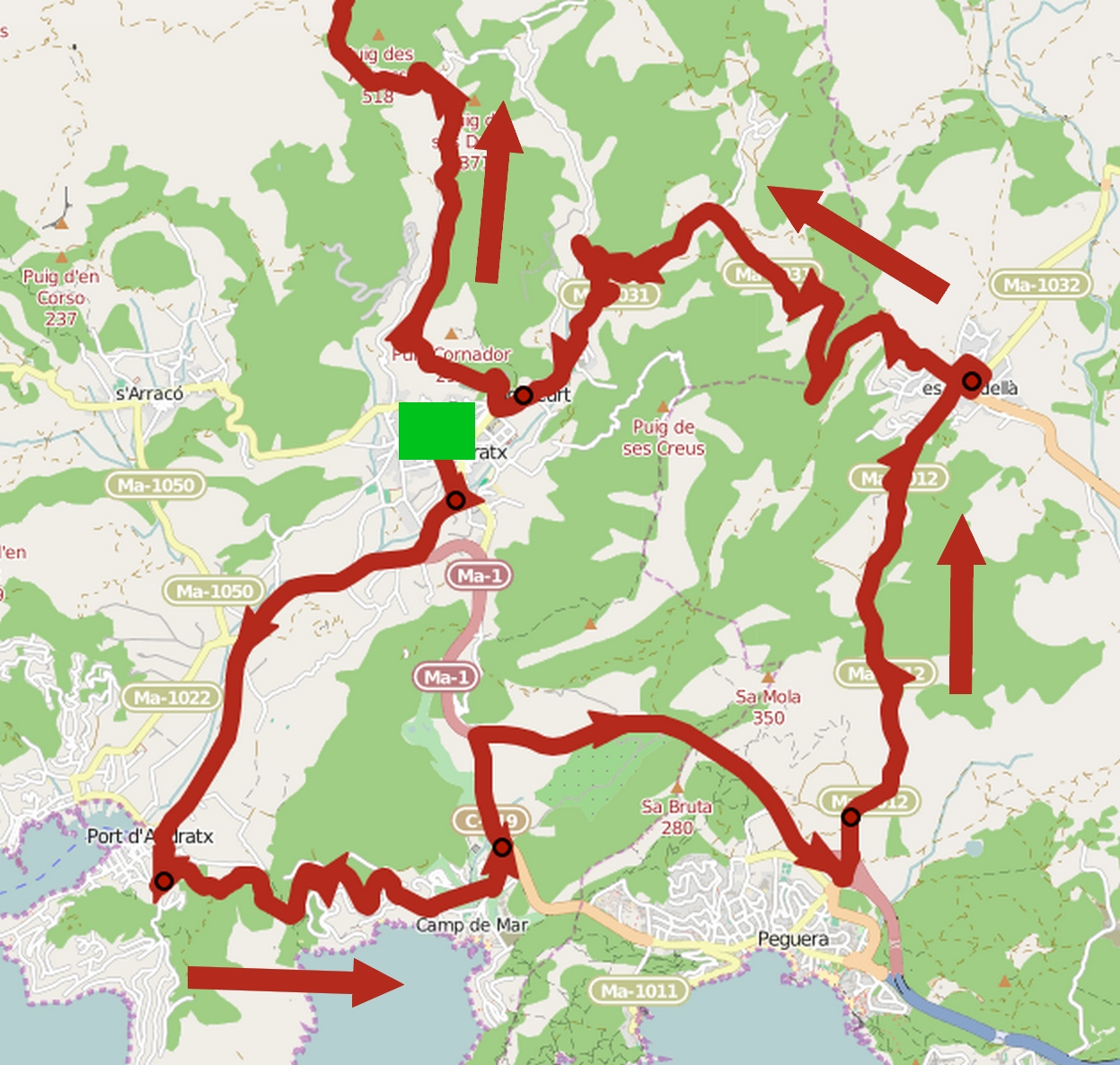
Trofeo Andratx-Mirador d'Es Colomer, premiers kilomètres.
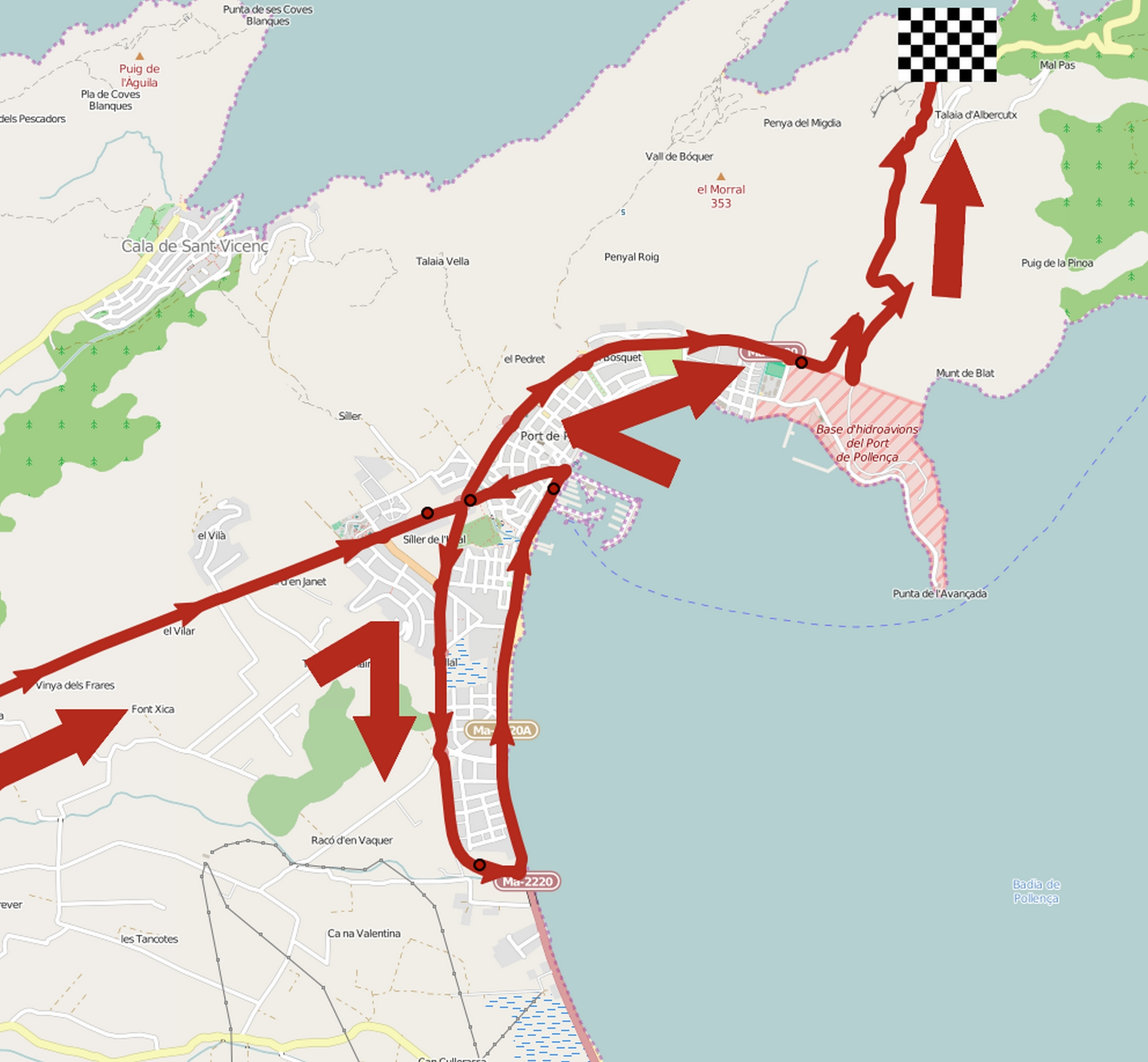
Trofeo Andratx-Mirador d'Es Colomer, derniers kilomètres.

### Équipes
Classé en catégorie 1.1 de l'UCI Europe Tour, le Trofeo Andratx-Mirador d'Es Colomer est par conséquent ouvert aux WorldTeams dans la limite de 50 % des équipes participantes, aux équipes continentales professionnelles, aux équipes continentales et aux équipes nationales.
Vingt-deux équipes participent à ce Trofeo Andratx-Mirador d'Es Colomer - six WorldTeams, huit équipes continentales professionnelles, cinq équipes continentales et trois équipes nationales :
| UCI WorldTeams      | UCI WorldTeams | UCI WorldTeams |
| Nom de l'équipe     | Pays           | Code           |
| ------------------- | -------------- | -------------- |
| Cannondale-Garmin   | États-Unis     | TCG            |
| IAM                 | Suisse         | IAM            |
| Lotto-Soudal        | Belgique       | LTS            |
| Movistar            | Espagne        | MOV            |
| Sky                 | Royaume-Uni    | SKY            |
| Trek Factory Racing | États-Unis     | TFR            |

| Équipes continentales professionnelles | Équipes continentales professionnelles | Équipes continentales professionnelles |
| Nom de l'équipe                        | Pays                                   | Code                                   |
| -------------------------------------- | -------------------------------------- | -------------------------------------- |
| Bora-Argon 18                          | Allemagne                              | BOA                                    |
| Caja Rural-Seguros RGA                 | Espagne                                | CJR                                    |
| CCC Sprandi Polkowice                  | Pologne                                | CCC                                    |
| Cofidis                                | France                                 | COF                                    |
| Cult Energy                            | Danemark                               | CLT                                    |
| Europcar                               | France                                 | EUC                                    |
| MTN-Qhubeka                            | Afrique du Sud                         | MTN                                    |
| Roompot                                | Pays-Bas                               | ROO                                    |

| Équipes continentales | Équipes continentales | Équipes continentales |
| Nom de l'équipe       | Pays                  | Code                  |
| --------------------- | --------------------- | --------------------- |
| ActiveJet             | Pologne               | AJT                   |
| Burgos BH             | Espagne               | BUR                   |
| Frøy Oslo             | Norvège               | FRB                   |
| Murias Taldea         | Espagne               | MUR                   |
| Roth-Škoda            | Suisse                | ROT                   |

| Équipes nationales              | Équipes nationales | Équipes nationales |
| Nom de l'équipe                 | Pays               | Code               |
| ------------------------------- | ------------------ | ------------------ |
| Équipe nationale d'Espagne      | Espagne            | ESP                |
| Équipe nationale du Royaume-Uni | Royaume-Uni        | GBR                |
| Équipe nationale de Russie      | Russie             | RUS                |

## Récit de la course
Le Britannique Steve Cummings (MTN-Qhubeka) remporte le Trofeo Andratx-Mirador d'Es Colomer, deuxième course du Challenge de Majorque, en parcourant les 149 kilomètres entre Andratx et le Mirador d'es Colomer à Pollença en 3 h 56 min 30 s, soit à une vitesse moyenne de 37,801 km/h. Il est suivi dans le même temps par l'Espagnol Alejandro Valverde (Movistar) et à six secondes par l'Italien Davide Formolo (Cannondale-Garmin). Sur les 176 coureurs qui ont pris le départ, 141 franchissent la ligne d'arrivée, huit sont arrivés hors délais et 27 ont abandonné. Le dernier est le Sud-africain Reinardt Janse van Rensburg (MTN-Qhubeka), à 18 min 1 s.

## Classements

### Classement final
| Classement final | Classement final    | Classement final | Classement final    | Classement final   |
|                  | Coureur             | Pays             | Équipe              | Temps              |
| ---------------- | ------------------- | ---------------- | ------------------- | ------------------ |
| 1er              | Steve Cummings      | Royaume-Uni      | MTN-Qhubeka         | en 3 h 56 min 30 s |
| 2e               | Alejandro Valverde  | Espagne          | Movistar            | + 0 s              |
| 3e               | Davide Formolo      | Italie           | Cannondale-Garmin   | + 6 s              |
| 4e               | Bauke Mollema       | Pays-Bas         | Trek Factory Racing | + 6 s              |
| 5e               | Leopold König       | Tchéquie         | Sky                 | + 6 s              |
| 6e               | Beñat Intxausti     | Espagne          | Movistar            | + 13 s             |
| 7e               | Kanstantsin Siutsou | Biélorussie      | Sky                 | + 15 s             |
| 8e               | Giovanni Visconti   | Italie           | Movistar            | + 15 s             |
| 9e               | Ian Boswell         | États-Unis       | Sky                 | + 15 s             |
| 10e              | Tim Wellens         | Belgique         | Lotto-Soudal        | + 15 s             |
| modifier         |                     |                  |                     |                    |

### Classements annexes
| Classement par équipes | Classement par équipes | Classement par équipes | Classement par équipes |
|                        | Équipe                 | Pays                   | Temps                  |
| ---------------------- | ---------------------- | ---------------------- | ---------------------- |
| 1re                    | Movistar               | Espagne                | en 11 h 49 min 58 s    |
| 2e                     | Sky                    | Royaume-Uni            | + 8 s                  |
| 3e                     | MTN-Qhubeka            | Afrique du Sud         | + 1 min 2 s            |
| modifier               |                        |                        |                        |

| Classement de la montagne | Classement de la montagne | Classement de la montagne | Classement de la montagne | Classement de la montagne |
| ------------------------- | ------------------------- | ------------------------- | ------------------------- | ------------------------- |
|                           | Coureur                   | Pays                      | Équipe                    | Point(s)                  |
| 1er                       | José Gonçalves            | Portugal                  | Caja Rural-Seguros RGA    | 23 points                 |
| 2e                        | Johann van Zyl            | Afrique du Sud            | MTN-Qhubeka               | 16 pts                    |
| 3e                        | Huub Duyn                 | Pays-Bas                  | Roompot                   | 10 pts                    |
| modifier                  |                           |                           |                           |                           |

| Classement des Metas Volantes | Classement des Metas Volantes | Classement des Metas Volantes | Classement des Metas Volantes | Classement des Metas Volantes |
| ----------------------------- | ----------------------------- | ----------------------------- | ----------------------------- | ----------------------------- |
|                               | Coureur                       | Pays                          | Équipe                        | Point(s)                      |
| 1er                           | Dylan van Baarle              | Pays-Bas                      | Cannondale-Garmin             | 3 points                      |
| 2e                            | Imanol Estévez                | Espagne                       | Murias Taldea                 | 3 pts                         |
| 3e                            | José Gonçalves                | Portugal                      | Caja Rural-Seguros RGA        | 3 pts                         |
| modifier                      |                               |                               |                               |                               |

| Classement des sprints spéciaux | Classement des sprints spéciaux | Classement des sprints spéciaux | Classement des sprints spéciaux | Classement des sprints spéciaux |
| ------------------------------- | ------------------------------- | ------------------------------- | ------------------------------- | ------------------------------- |
|                                 | Coureur                         | Pays                            | Équipe                          | Point(s)                        |
| 1er                             | José Gonçalves                  | Portugal                        | Caja Rural-Seguros RGA          | 3 points                        |
| 2e                              | André Greipel                   | Allemagne                       | Lotto-Soudal                    | 3 pts                           |
| 3e                              | Dylan van Baarle                | Pays-Bas                        | Cannondale-Garmin               | 2 pts                           |
| modifier                        |                                 |                                 |                                 |                                 |

| Classement du combiné | Classement du combiné | Classement du combiné | Classement du combiné  | Classement du combiné |
| --------------------- | --------------------- | --------------------- | ---------------------- | --------------------- |
|                       | Coureur               | Pays                  | Équipe                 | Point(s)              |
| 1er                   | Johann van Zyl        | Afrique du Sud        | MTN-Qhubeka            | 39 points             |
| 2e                    | José Gonçalves        | Portugal              | Caja Rural-Seguros RGA | 40 pts                |
| 3e                    | Dylan van Baarle      | Pays-Bas              | Cannondale-Garmin      | 44 pts                |
| modifier              |                       |                       |                        |                       |

| Classement du meilleur coureur baléare | Classement du meilleur coureur baléare | Classement du meilleur coureur baléare | Classement du meilleur coureur baléare | Classement du meilleur coureur baléare |
|                                        | Coureur                                | Pays                                   | Équipe                                 | Temps                                  |
| -------------------------------------- | -------------------------------------- | -------------------------------------- | -------------------------------------- | -------------------------------------- |
| 1er                                    | Ruben Sánchez                          | Espagne                                | Équipe nationale d'Espagne             | en 4 h 10 min 11 s                     |
| 2e                                     | Lluís Mas                              | Espagne                                | Caja Rural-Seguros RGA                 | + 0 s                                  |
| 3e                                     | Albert Torres                          | Espagne                                | Équipe nationale d'Espagne             | + 3 min 33 s                           |
| modifier                               |                                        |                                        |                                        |                                        |

### UCI Europe Tour
Ce Trofeo Andratx-Mirador d'Es Colomer attribue des points pour l'UCI Europe Tour 2015, par équipes seulement aux coureurs des équipes continentales professionnelles et continentales, individuellement à tous les coureurs sauf ceux faisant partie d'une équipe ayant un label WorldTeam.
| Position,          | 1er | 2e | 3e | 4e | 5e | 6e | 7e | 8e | 9e | 10e | 11e | 12e |
| Classement général | 80  | 56 | 32 | 24 | 20 | 16 | 12 | 8  | 7  | 6   | 5   | 3   |

Ainsi, Steve Cummings (1er) remporte quatre-vingt points et Marc de Maar (11e) cinq points. Alejandro Valverde (2e), Davide Formolo (3e), Bauke Mollema (4e), Leopold König (5e), Beñat Intxausti (6e), Kanstantsin Siutsou (7e), Giovanni Visconti (8e), Ian Boswell (9e), Tim Wellens (10e) et Vasil Kiryienka (12e) ne remportent pas de points car ils font partie d'équipes WorldTeams.

## Liste des participants
- Liste de départ complète

| Légende | Légende                                                                           | Légende | Légende                                                    |
| ------- | --------------------------------------------------------------------------------- | ------- | ---------------------------------------------------------- |
| Num     | Dossard de départ porté par le coureur sur ce Trofeo Andratx-Mirador d'Es Colomer | Pos     | Position à l'arrivée de la course                          |
|         | Indique un maillot de champion national ou mondial, suivi de sa spécialité        | NP      | Indique un coureur qui n'a pas pris le départ de la course |
| AB      | Indique un coureur qui n'a pas terminé la course                                  | HD      | Indique un coureur qui a terminé la course hors des délais |

| Movistar MOV                                   | Movistar MOV               | Movistar MOV |
| ---------------------------------------------- | -------------------------- | ------------ |
| Num                                            | Coureur                    | Pos          |
| 1                                              | Alejandro Valverde (ESP)   | 2e           |
| 4                                              | Jonathan Castroviejo (ESP) | 108e         |
| 6                                              | Giovanni Visconti (ITA)    | 8e           |
| 7                                              | John Gadret (FRA)          | 66e          |
| 8                                              | Jesús Herrada (ESP)        | 39e          |
| 9                                              | Beñat Intxausti (ESP)      | 6e           |
| 10                                             | Ion Izagirre (ESP) (Route) | 42e          |
| 11                                             | Javier Moreno (ESP)        | 41e          |
| Directeur sportif : José Vicente García Acosta |                            |              |

| Sky SKY                           | Sky SKY                   | Sky SKY |
| --------------------------------- | ------------------------- | ------- |
| Num                               | Coureur                   | Pos     |
| 15                                | Ian Boswell (USA)         | 9e      |
| 16                                | Philip Deignan (IRL)      | 19e     |
| 19                                | Vasil Kiryienka (BLR)     | 12e     |
| 20                                | Christian Knees (GER)     | 83e     |
| 21                                | Leopold König (CZE)       | 5e      |
| 25                                | Kanstantsin Siutsou (BLR) | 7e      |
| 26                                | Ben Swift (GBR)           | 24e     |
| 28                                | Xabier Zandio (ESP)       | 107e    |
| Directeur sportif : Gabriel Rasch |                           |         |

| Lotto-Soudal LTS                | Lotto-Soudal LTS               | Lotto-Soudal LTS |
| ------------------------------- | ------------------------------ | ---------------- |
| Num                             | Coureur                        | Pos              |
| 30                              | André Greipel (GER) (Route)    | 38e              |
| 34                              | Jens Debusschere (BEL) (Route) | 137e             |
| 36                              | Marcel Sieberg (GER)           | 136e             |
| 37                              | Dennis Vanendert (BEL)         | 99e              |
| 38                              | Jelle Vanendert (BEL)          | 100e             |
| 39                              | Louis Vervaeke (BEL)           | 22e              |
| 40                              | Tim Wellens (BEL)              | 10e              |
| 41                              | Bart De Clercq (BEL)           | 55e              |
| Directeur sportif : Bart Leysen |                                |                  |

| IAM                                    | IAM                     | IAM  |
| -------------------------------------- | ----------------------- | ---- |
| Num                                    | Coureur                 | Pos  |
| 44                                     | Jérôme Coppel (FRA)     | 52e  |
| 45                                     | Thomas Degand (BEL)     | 94e  |
| 46                                     | Clément Chevrier (FRA)  | 29e  |
| 47                                     | Mathias Frank (SUI)     | 62e  |
| 48                                     | Jonathan Fumeaux (SUI)  | 54e  |
| 55                                     | Patrick Schelling (SUI) | 101e |
| 56                                     | Lawrence Warbasse (USA) | 85e  |
| 57                                     | Marcel Wyss (SUI)       | 47e  |
| Directeur sportif : Rubens Bertogliati |                         |      |

| Cannondale-Garmin TCG            | Cannondale-Garmin TCG             | Cannondale-Garmin TCG |
| -------------------------------- | --------------------------------- | --------------------- |
| Num                              | Coureur                           | Pos                   |
| 59                               | Daniel Martin (IRL)               | 97e                   |
| 61                               | André Cardoso (POR)               | 17e                   |
| 62                               | Davide Formolo (ITA)              | 3e                    |
| 63                               | Kristjan Koren (SLO)              | 31e                   |
| 64                               | Sebastian Langeveld (NED) (Route) | 95e                   |
| 68                               | Kristoffer Skjerping (NOR)        | 86e                   |
| 69                               | Dylan van Baarle (NED)            | 36e                   |
| 70                               | Ruben Zepuntke (GER)              | 132e                  |
| Directeur sportif : Johnny Weltz |                                   |                       |

| Trek Factory Racing TFR           | Trek Factory Racing TFR     | Trek Factory Racing TFR |
| --------------------------------- | --------------------------- | ----------------------- |
| Num                               | Coureur                     | Pos                     |
| 72                                | Fabian Cancellara (SUI)     | 110e                    |
| 73                                | Fränk Schleck (LUX) (Route) | 14e                     |
| 74                                | Haimar Zubeldia (ESP)       | 32e                     |
| 75                                | Fumiyuki Beppu (JPN)        | 120e                    |
| 76                                | Matthew Busche (USA)        | 104e                    |
| 78                                | Fabio Felline (ITA)         | AB                      |
| 79                                | Markel Irizar (ESP)         | 87e                     |
| 80                                | Bauke Mollema (NED)         | 4e                      |
| Directeur sportif : Adriano Baffi |                             |                         |

| Europcar EUC                        | Europcar EUC           | Europcar EUC |
| ----------------------------------- | ---------------------- | ------------ |
| Num                                 | Coureur                | Pos          |
| 88                                  | Bryan Coquard (FRA)    | AB           |
| 91                                  | Tony Hurel (FRA)       | 140e         |
| 92                                  | Vincent Jérôme (FRA)   | 72e          |
| 94                                  | Yannick Martinez (FRA) | AB           |
| 95                                  | Maxime Méderel (FRA)   | 105e         |
| 96                                  | Julien Morice (FRA)    | 114e         |
| 97                                  | Perrig Quéméneur (FRA) | 76e          |
| 98                                  | Angélo Tulik (FRA)     | 75e          |
| Directeur sportif : Andy Flickinger |                        |              |

| Cofidis COF                       | Cofidis COF            | Cofidis COF |
| --------------------------------- | ---------------------- | ----------- |
| Num                               | Coureur                | Pos         |
| 100                               | Nacer Bouhanni (FRA)   | 102e        |
| 101                               | Yoann Bagot (FRA)      | 28e         |
| 102                               | Loïc Chetout (FRA)     | 103e        |
| 103                               | Nicolas Edet (FRA)     | 20e         |
| 107                               | Jonas Ahlstrand (SWE)  | AB          |
| 108                               | Steve Chainel (FRA)    | AB          |
| 109                               | Dominique Rollin (CAN) | 130e        |
| 110                               | Romain Hardy (FRA)     | 92e         |
| Directeur sportif : Stéphane Augé |                        |             |

| Roompot ROO                              | Roompot ROO               | Roompot ROO |
| ---------------------------------------- | ------------------------- | ----------- |
| Num                                      | Coureur                   | Pos         |
| 114                                      | Marc de Maar (NED)        | 11e         |
| 115                                      | Raymond Kreder (NED)      | 135e        |
| 116                                      | Reinier Honig (NED)       | 98e         |
| 117                                      | Huub Duyn (NED)           | 33e         |
| 118                                      | Maurits Lammertink (NED)  | 61e         |
| 119                                      | Sjoerd van Ginneken (NED) | 80e         |
| 122                                      | Etienne van Empel (NED)   | 69e         |
| 123                                      | Mike Terpstra (NED)       | 58e         |
| Directeur sportif : Jean-Paul van Poppel |                           |             |

| Caja Rural-Seguros RGA CJR                | Caja Rural-Seguros RGA CJR | Caja Rural-Seguros RGA CJR |
| ----------------------------------------- | -------------------------- | -------------------------- |
| Num                                       | Coureur                    | Pos                        |
| 125                                       | Lluís Mas (ESP)            | 84e                        |
| 126                                       | David Arroyo (ESP)         | 63e                        |
| 127                                       | Sergio Pardilla (ESP)      | 56e                        |
| 128                                       | Francesco Lasca (ITA)      | 88e                        |
| 129                                       | José Gonçalves (POR)       | 35e                        |
| 130                                       | Ricardo Vilela (POR)       | 30e                        |
| 132                                       | Heiner Parra (COL)         | 26e                        |
| 133                                       | Antonio Molina (ESP)       | 67e                        |
| Directeur sportif : José Miguel Fernández |                            |                            |

| Bora-Argon 18 BOA                    | Bora-Argon 18 BOA         | Bora-Argon 18 BOA |
| ------------------------------------ | ------------------------- | ----------------- |
| Num                                  | Coureur                   | Pos               |
| 142                                  | Cesare Benedetti (ITA)    | 93e               |
| 144                                  | Emanuel Buchmann (GER)    | 91e               |
| 146                                  | Patrick Konrad (AUT)      | 57e               |
| 148                                  | José Mendes (POR)         | 44e               |
| 149                                  | Christoph Pfingsten (GER) | 46e               |
| 153                                  | Cristiano Salerno (ITA)   | 45e               |
| 154                                  | Björn Thurau (GER)        | 21e               |
| 156                                  | Paul Voss (GER)           | 89e               |
| Directeur sportif : Enrico Poitschke |                           |                   |

| CCC Sprandi Polkowice CCC         | CCC Sprandi Polkowice CCC | CCC Sprandi Polkowice CCC |
| --------------------------------- | ------------------------- | ------------------------- |
| Num                               | Coureur                   | Pos                       |
| 159                               | Sylwester Szmyd (POL)     | 16e                       |
| 160                               | Davide Rebellin (ITA)     | 13e                       |
| 163                               | Mateusz Taciak (POL)      | 125e                      |
| 164                               | Łukasz Owsian (POL)       | 90e                       |
| 168                               | Adrian Honkisz (POL)      | 51e                       |
| 169                               | Branislau Samoilau (BLR)  | 96e                       |
| 172                               | Stefan Schumacher (GER)   | 65e                       |
| 175                               | Marek Rutkiewicz (POL)    | 112e                      |
| Directeur sportif : Piotr Wadecki |                           |                           |

| MTN-Qhubeka MTN                    | MTN-Qhubeka MTN                   | MTN-Qhubeka MTN |
| ---------------------------------- | --------------------------------- | --------------- |
| Num                                | Coureur                           | Pos             |
| 178                                | Daniel Teklehaimanot (ERI)        | AB              |
| 182                                | Jacques Janse van Rensburg (RSA)  | 15e             |
| 183                                | Reinardt Janse van Rensburg (RSA) | 141e            |
| 188                                | Johann van Zyl (RSA)              | 27e             |
| 191                                | Steve Cummings (GBR)              | 1er             |
| 192                                | Louis Meintjes (RSA) (Route)      | 25e             |
| 193                                | Adrien Niyonshuti (RWA)           | 106e            |
| 194                                | Merhawi Kudus (ERI)               | 23e             |
| Directeur sportif : Alex Sans Vega |                                   |                 |

| Cult Energy CLT                    | Cult Energy CLT         | Cult Energy CLT |
| ---------------------------------- | ----------------------- | --------------- |
| Num                                | Coureur                 | Pos             |
| 198                                | Gustav Larsson (SWE)    | 49e             |
| 199                                | Rasmus Guldhammer (DEN) | 60e             |
| 200                                | Romain Lemarchand (FRA) | 77e             |
| 201                                | Martin Mortensen (DEN)  | 124e            |
| 203                                | Troels Vinther (DEN)    | 121e            |
| 204                                | Joël Zangerlé (LUX)     | 50e             |
| 207                                | Christian Mager (GER)   | 139e            |
| 208                                | Mads Pedersen (DEN)     | 73e             |
| Directeur sportif : Michael Skelde |                         |                 |

| Roth-Škoda ROT                       | Roth-Škoda ROT                    | Roth-Škoda ROT |
| ------------------------------------ | --------------------------------- | -------------- |
| Num                                  | Coureur                           | Pos            |
| 212                                  | Miloš Borisavljević (SRB) (Route) | AB             |
| 215                                  | Nico Brüngger (SUI)               | 34e            |
| 219                                  | Yannick Eckmann (USA)             | 126e           |
| 224                                  | Colin Stüssi (SUI)                | 128e           |
| 225                                  | Temesgen Teklehaimanot (ERI)      | 138e           |
| 226                                  | Roland Thalmann (SUI)             | HD             |
| 227                                  | Giacomo Tomio (ITA)               | HD             |
| 228                                  | Andrea Vaccher (ITA)              | AB             |
| Directeur sportif : Mirco Lorenzetto |                                   |                |

| ActiveJet AJT                     | ActiveJet AJT              | ActiveJet AJT |
| --------------------------------- | -------------------------- | ------------- |
| Num                               | Coureur                    | Pos           |
| 230                               | David Muntaner (ESP)       | AB            |
| 231                               | Mario González Salas (ESP) | 48e           |
| 233                               | Łukasz Bodnar (POL)        | AB            |
| 234                               | Michał Podlaski (POL)      | 74e           |
| 237                               | Paweł Franczak (POL)       | 133e          |
| 238                               | Paweł Bernas (POL)         | 53e           |
| 239                               | Kamil Gradek (POL)         | 79e           |
| 240                               | Arkadiusz Owsian (POL)     | AB            |
| Directeur sportif : Piotr Kosmala |                            |               |

| Burgos BH BUR                     | Burgos BH BUR         | Burgos BH BUR |
| --------------------------------- | --------------------- | ------------- |
| Num                               | Coureur               | Pos           |
| 243                               | David Belda (ESP)     | 18e           |
| 245                               | Víctor Martín (ESP)   | 37e           |
| 246                               | Darío Hernández (ESP) | 109e          |
| 247                               | Jesús del Pino (ESP)  | 70e           |
| 249                               | Unai Arranz (ESP)     | AB            |
| 250                               | Álvaro Robredo (ESP)  | AB            |
| 251                               | Ibai Salas (ESP)      | 115e          |
| 252                               | Igor Merino (ESP)     | 43e           |
| Directeur sportif : Diego Gallego |                       |               |

| Frøy Oslo FRB                          | Frøy Oslo FRB              | Frøy Oslo FRB |
| -------------------------------------- | -------------------------- | ------------- |
| Num                                    | Coureur                    | Pos           |
| 254                                    | Damien Garcia (FRA)        | 111e          |
| 255                                    | Oddbjørn Andersen (NOR)    | 123e          |
| 256                                    | Halvor Tandrevold (NOR)    | AB            |
| 258                                    | Jon Sæverås Breivold (NOR) | 122e          |
| 260                                    | Henrik Steen Haugen (NOR)  | AB            |
| 261                                    | Anders Kristoffersen (NOR) | AB            |
| 262                                    | Nikolai Tefre (NOR)        | HD            |
| 263                                    | Anders Røe (NOR)           | AB            |
| Directeur sportif : Carl Erik Pedersen |                            |               |

| Murias Taldea MUR                 | Murias Taldea MUR        | Murias Taldea MUR |
| --------------------------------- | ------------------------ | ----------------- |
| Num                               | Coureur                  | Pos               |
| 267                               | Garikoitz Bravo (ESP)    | 59e               |
| 268                               | Beñat Txoperena (ESP)    | AB                |
| 270                               | Jon Ander Insausti (ESP) | 78e               |
| 271                               | Aritz Bagües (ESP)       | 113e              |
| 272                               | Unai Intziarte (ESP)     | 116e              |
| 273                               | Mikel Bizkarra (ESP)     | 64e               |
| 274                               | Imanol Estévez (ESP)     | 118e              |
| 275                               | Eneko Lizarralde (ESP)   | HD                |
| Directeur sportif : Jon Odriozola |                          |                   |

| Équipe nationale du Royaume-Uni GBR | Équipe nationale du Royaume-Uni GBR | Équipe nationale du Royaume-Uni GBR |
| ----------------------------------- | ----------------------------------- | ----------------------------------- |
| Num                                 | Coureur                             | Pos                                 |
| 279                                 | Edward Clancy (GBR)                 | AB                                  |
| 281                                 | Andrew Tennant (GBR)                | AB                                  |
| 282                                 | Owain Doull (GBR)                   | 129e                                |
| 283                                 | Jonathan Dibben (GBR)               | HD                                  |
| 284                                 | Mark Christian (GBR)                | AB                                  |
| 287                                 | Germain Burton (GBR)                | HD                                  |
| 293                                 | Mark Stewart (GBR)                  | HD                                  |
| 296                                 | Daniel Patten (GBR)                 | 68e                                 |
| Directeur sportif : Chris Newton    |                                     |                                     |

| Équipe nationale de Russie RUS    | Équipe nationale de Russie RUS | Équipe nationale de Russie RUS |
| --------------------------------- | ------------------------------ | ------------------------------ |
| Num                               | Coureur                        | Pos                            |
| 298                               | Artur Ershov (RUS)             | 119e                           |
| 299                               | Alexander Serov (RUS)          | 134e                           |
| 301                               | Alexander Evtushenko (RUS)     | AB                             |
| 304                               | Viktor Manakov (RUS)           | AB                             |
| 305                               | Petr Ignatenko (RUS)           | 81e                            |
| 307                               | Alexander Rybakov (RUS)        | 82e                            |
| 308                               | Alexander Foliforov (RUS)      | 131e                           |
| 309                               | Kirill Pozdnyakov (RUS)        | 117e                           |
| Directeur sportif : Alexei Markov |                                |                                |

| Équipe nationale d'Espagne ESP     | Équipe nationale d'Espagne ESP | Équipe nationale d'Espagne ESP |
| ---------------------------------- | ------------------------------ | ------------------------------ |
| Num                                | Coureur                        | Pos                            |
| 314                                | Julio Amores (ESP)             | AB                             |
| 316                                | Marcos Jurado (ESP)            | 40e                            |
| 317                                | Asier Maeztu (ESP)             | AB                             |
| 318                                | Sebastián Mora (ESP)           | HD                             |
| 319                                | Eloy Teruel (ESP)              | AB                             |
| 320                                | Illart Zuazubiskar (ESP)       | AB                             |
| 321                                | Albert Torres (ESP)            | 127e                           |
| 322                                | Ruben Sánchez (ESP)            | 71e                            |
| Directeur sportif : Salvador Melià |                                |                                |